# Glatirameer
Glatirameer (Copaxone) is een geneesmiddel dat in de handel is als
Glatirameer-acetaat en is het acetaat van synthetische polypeptides die zijn opgebouwd uit 4
aminozuren: L-glutaminezuur, L-alanine, L-tyrosine en L-lysine
De samenstelling van de bestanddelen zorgt ervoor dat de isoleerlaag van zenuwen, die bij een MS-aanval ontstoken raken, sneller herstelt. Ook het aantal ontstekingsreacties wordt verminderd.

## Indicaties
- Multiple sclerose

## Dosering
1x Daags 20 mg per injectie subcutaan. Injectieplek dagelijks wisselen.

## Werking
Hoe het precies werkt, is onbekend. Vermoed wordt dat de stof het immuunsysteem misleidt. Het remt de beschadiging en ontsteking van de myelinelaag om de zenuw. Na toediening worden specifieke T-suppressorcellen geïnduceerd en geactiveerd in de periferie. In onderzoeken werd een afname van 29% van de aanvallen gezien.

## Nevenwerkingen
- Soms:
  - Direct na de injectie: blozen, pijn op de borst, hartkloppingen en benauwdheid (zogenaamde IPIR: Immediate Post-Injection Reaction)
  - Maag-darmklachten: diarree, misselijkheid of verstopping
  - Pijn en irritatie van de injectieplaats: gezien het langdurig en dagelijks gebruik dient men bedacht te zijn op Lipodystrofie
  - Gewrichtspijn en rugpijn.
- Zelden
  - Vasthouden van vocht (dikke enkels en voeten), eventueel ook toename van het lichaamsgewicht.
  - Moeilijk kunnen plassen.
  - Vaker last van infecties, zoals een koortslip of vaginale schimmelinfecties.
  - Trillen en wazig zien.
  - Slaperigheid, geheugen- en spraakstoornissen.
- Zeer zelden
  - Overgevoeligheid voor het middel. Dit uit zich met huiduitslag, galbulten en jeuk.
  - Ernstige overgevoeligheid geeft benauwdheid, een opgezwollen gezicht of flauwvallen.